# Пашковский, Францишек
Францишек Максимилиан (Франциск) Пашковский (пол. Franciszek Paszkowski; 12 октября 1778, Броды — 10 марта 1856, Краков) — польский и французский генерал, друг и первый польский биограф Тадеуша Костюшко, а также создатель первого памятника ему — кургана Костюшко в Кракове. 

## Биография
Уроженец  города Броды (ныне — Львовская область). Учился на философском факультете Львовского университета. В мае 1797 эмигрировал в Италию, где вступил в Польские легионы в составе французской армии. Принимал участие в боевых действиях, к 1800 году — капитан. 
После окончания Войны второй коалиции встретил во Франции Тадеуша Костюшко, и следующие три года провёл с ним рядом, как помощник, друг и секретарь, собирая материалы для биографии военачальника. 
В 1804—1805 годах находился в укрепленном лагере Шалон-сюр-Марн. В ходе Войны третьей коалиции служил в резервной кавалерии маршала Мюрата, участвовал в битве при Аустерлице.
После того, как Наполеоном было создано Великое герцогство Варшавское (1807), в звании подполковника поступил на службу в польскую армию, союзную французской. В 1807—1812 годах, по рекомендации Юзефа Понятовского, служил флигель-адъютантом короля Саксонии Фридриха Августа I, союзника Наполеона, который чисто номинально носил также титул Великого герцога Варшавского (это была аллюзия на личную унию Польши и Саксонии, существовавшую в течение значительной части XVIII века; фактически, Великим герцогством управляли князь Понятовский и напрямую Наполеон). В этот период был наг8раждён саксонским Военным орденом Святого Генриха.
В мае 1812 года был повышен до бригадного генерала. 
В составе V (Польского) армейского корпуса Великой армии Наполеона принял участие в походе на Россию в 1812 году. В Смоленском и Бородинском сражениях командовал 2-й бригадой в составе пехотной дивизии генерала Юзефа Зайончека в составе польского корпуса.
При отступлении французских войск из России принял от тяжело раненого Зайончека командование дивизией.
В кампанию 1813 года бригадный генерал Пашковский снова служил в переформированном польском корпусе, получившем теперь порядковый номер VIII. В том же году при сдаче Дрездена попал в плен. 
После окончания Наполеоновских войн, Пашковский поступил на службу в армию Царства Польского, входившего в состав Российской империи, и стал секретарём военного комитета. Однако, уже в январе 1815 года, не поладив со своим бывшим дивизионным командиром Юзефом Зайончеком, вышел в отставку и уехал в Швейцарию, где ещё раз встретился с Тадеушем Костюшко. Навестил также короля Саксонского Фридриха Августа.
Затем Пашковский поселился в Краковской республике, взяв в 1820 году бессрочную аренду деревню Тоне со всеми угодьями. После смерти Костюшко он получил в наследство часть имущества генерала, а после того, как тело военачальника было доставлено в Краков, занимался организацией похорон. Пашковский был одним из инициаторов создания Кургана Костюшко в Кракове и председателем его строительного комитета.
Францишек Пашковский умер в Кракове 10 марта 1856 года и был похоронен на Раковицком кладбище. Главный труд Пашковского, «История Тадеуша Костюшко, вождя поляков» а также книга «Князь Юзеф Понятовский» были опубликованы уже после смерти автора. В 1926 году личные памятные вещи, которые Костюшко завещал Пашковскому, были переданы потомками последнего Национальному музею в Кракове.

## Награды
Легионер ордена Почётного легиона
 Офицер ордена Почётного легиона
 Кавалер ордена Virtuti militari
 Кавалер Военного ордена Святого Генриха (королевство Саксония)